# Карлос Теран
Карлос Теран (ісп. Carlos Terán, нар. 24 вересня 2000, Турбо) — колумбійський футболіст, нападник клубу «Енвігадо».

## Клубна кар'єра
Народився 24 вересня 2000 року в місті Турбо. Вихованець футбольної школи клубу «Енвігадо». 30 січня 2019 року в матчі проти «Депортіво Пасто» він дебютував у чемпіонаті Колумбії.

## Виступи за збірну
2019 року у складі молодіжної збірної Колумбії до 20 років взяв участь у молодіжному чемпіонаті світу 2019 року в Польщі. На турнірі зіграв в одному матчі, а його команда вилетіла на стадії чвертьфіналу.